# Minchá
Minchá (em hebraico: מנחה) é a oração da tarde no judaísmo.

## Etimologia
O nome "Minchá" é derivado da oferta de cereais que acompanhavam cada sacrifício.

## Origem
O substantivo hebraico minkhah (מִנְחָה) é usado 211 vezes no texto massorético da Bíblia hebraica com os primeiros casos sendo o minkhah oferecidos por ambos Caim e Abel em Gênesis 4.
O Rabino Berel Wein (2002) diz que a Minchá foi originada por Isaque, e descrito em Gênesis 24:63 pelas palavras "Saíra Isaque ao campo à tarde, para meditar;" onde o verbo "meditar" (שוח suwach) refere-se a Deus.

## Tempo para recitação
A Minchá é diferente do Shacharit e do Arvit na medida em que é recitado no meio do dia mundano. Ao contrário do Shacharit, que é recitado ao levantar-se, e do Arvit, que pode ser recitado antes de ir dormir, a Minchá torna-se realmente uma interrupção na vida diária. Como resultado disso, muitos grupos de Minchá se formaram nos locais de trabalho e outros lugares onde muitos judeus estão presentes durante o dia.
Ela pode ser recitada meia hora após o meio-dia halachic. Esta primeira vez é referida como minchá gedola (a "grande minchá"). É, no entanto, recitada de preferência após a minchá ketana (2,5 horas halachic antes do anoitecer). Idealmente, deve-se completar as orações antes do por do sol, embora muitas autoridades permitem recitar a Minchá até o anoitecer.
Embora seja permitido recitar a minchá após o shkia (pôr do sol), o Mishná Berurá afirma que é preferível recitar a minchá sem um minyan antes do shkia que recitá-lo com um minyan após o shkia.
Na sexta-feira, não é permitido recitar a minchá após o shkia. Isto é devido ao Shabat, que se inicia neste momento, e as velas do Shabat são acesas 18 minutos antes do shkia. Uma vez que o Shabat se inicia, não é permitido recitar a Amidá de semana. No entanto pode-se repetir o Arvit Shabat e ter em mente que a minchá perdida está sendo compensada por meio da segunda Amidá.

## Orações
A minchá em um dia de semana exclusivo inclui orações encontradas no Shacharit.
As orações da Minchá incluem:
- Ashrei
- Uva Letzion (apenas no Shabat e no Yom Tov)
- Leitura da Torá (somente no Shabat e nos dias de jejum público)
- Amidá
- Tachanun (omitido no Shabat, Yom Tov, e outras datas festivas)
- Tzidkatcha Tzedek (somente no Shabat; omitido nos dias em que o Tachanun seria omitido se fosse um dia da semana)
- Aleinu

Os sefarditas e os judeus italianos começam as orações da minchá com o Salmo 84 e Korbanot (Números 28:1–8), e geralmente continuam com o Pittum hakketoret. A seção de abertura é concluída com Malaquias 3:4. Os asquenazes ocidentais recitam apenas o Korbanot.
Do Rosh Hashaná ao Yom Kippur e em dias de jejum público, exceto no Shabat, no erev Shabat e na Tishá BeAv, Avinu Malkeinu é adicionada a Amidá seguidamente.
No Yom Kippur, Ashrei e Uva Letzion são omitidos da minchá, e a minchá começa com a leitura da Torá. Ashrei e Uva Letzion são uma parte da Ne'ila.